# Affaire Cahuzac

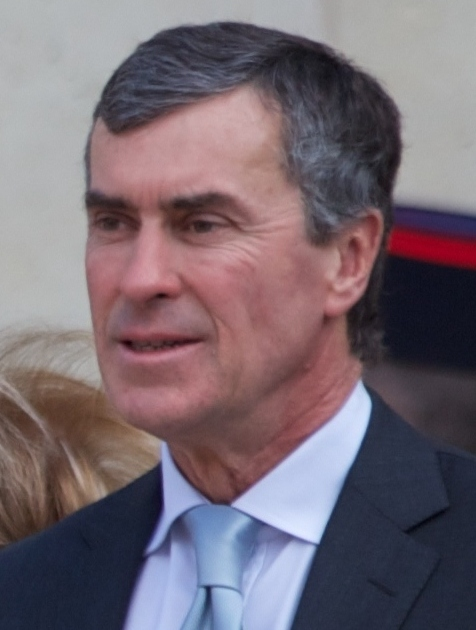
Jérôme Cahuzac, le 15 mai 2012, la veille de sa nomination comme ministre délégué au Budget dans le gouvernement Jean-Marc Ayrault.

Pour les articles homonymes, voir Cahuzac.
L'affaire Cahuzac  est un scandale politico-financier français mettant en cause Jérôme Cahuzac, ministre délégué chargé du Budget lors du déclenchement de l’affaire en décembre 2012.
Accusé par le site d'information en ligne Mediapart d'avoir possédé des fonds non déclarés sur un compte en Suisse, puis à Singapour, Cahuzac campe sur son déni et clame à plusieurs reprises son innocence, y compris devant les députés à l'Assemblée nationale. Le jour de l'ouverture d'une information judiciaire, le 19 mars 2013, le président de la République, François Hollande, annonce le départ de son ministre du gouvernement.
Pendant des semaines, l'affaire prend une dimension nationale puis « place sous le feu des projecteurs le rôle et les méthodes du journalisme d'investigation », avec de longs débats sur leurs sources d'information et le refus pendant de longues semaines de Cahuzac de démissionner, jugée emblématique d'une conception de la politique spécifique à la France.
Jérôme Cahuzac finit par reconnaître les faits le 2 avril 2013 devant les juges d'instruction. Il est alors mis en examen pour blanchiment d'argent provenant de fraude fiscale. Le 8 décembre 2016, il est condamné en première instance à trois ans de prison ferme et cinq ans d’inéligibilité. Il décide alors d'interjeter appel de cette condamnation ce qui en suspend l'exécution. En mai 2018, Cahuzac est finalement condamné à deux ans de prison ferme, 300 000 € d'amende et 5 ans d'inéligibilité. La peine de prison est aménagée en avril 2019 en port de bracelet électronique dans sa résidence principale en Corse-du-Sud.

## Contexte
L'affaire Cahuzac est mise au jour lorsque Jérôme Cahuzac est ministre délégué au Budget auprès du ministre de l'Économie et des Finances, Pierre Moscovici. Il est alors considéré comme un des « poids lourds » du second gouvernement Ayrault et comme « incarnant la ligne de fermeté budgétaire » dans un contexte de crise économique. Avant l'élection de François Hollande à la présidence de la République, il était député socialiste et président de la commission des finances de l'Assemblée nationale. Il est chirurgien de profession.
Peu après sa nomination au gouvernement, Jérôme Cahuzac commande une expertise à propos de la vente de l'hippodrome de Compiègne, pour laquelle un de ses prédécesseurs au ministère du Budget, Éric Woerth, est placé sous le statut de témoin assisté pour « prise illégale d'intérêts » devant la Cour de justice de la République (CJR). Le rapport, daté du 22 juillet 2012, remet en cause le travail des trois experts de la CJR et disculpe Éric Woerth. Cette affaire retient la curiosité de l'équipe rédactionnelle du site d'informations en ligne Mediapart, en particulier celle du journaliste Fabrice Arfi, qui s'interroge sur la raison de ce « cadeau » fait à Éric Woerth et entame une enquête sur Jérôme Cahuzac en juillet 2012. Ce n'est donc qu'« accidentellement », selon Edwy Plenel, président et directeur de la publication de Mediapart, que les journalistes découvrent l'existence d'un compte bancaire en Suisse appartenant à Jérôme Cahuzac.

## Chronologie
Quelques jours avant le 20 novembre 2012, Jérôme Cahuzac évoque avec les services de contrôle fiscal à Nanterre son « projet de réforme pour lutter contre la fraude fiscale » et évoque souhaiter mieux « identifier les particuliers qui pratiquent l'évasion fiscale ».
À partir du 4 décembre 2012, le site d'information en ligne Mediapart publie plusieurs articles affirmant que Jérôme Cahuzac a possédé un compte bancaire non déclaré en Suisse, à la banque de gestion de fortune UBS, jusqu'au début de l'année 2010 (le compte aurait été clos et l'argent déplacé à Singapour avant que Jérôme Cahuzac ne devienne président de la commission des finances de l'Assemblée nationale),. Jérôme Cahuzac dément immédiatement cette information, sur son blog, et par voie de presse. Le premier article cite le mémoire d'un agent du fisc du Lot-et-Garonne, Rémy Garnier, adressé en 2008 à sa hiérarchie, dans lequel il évoquait « un compte bancaire à numéro en Suisse » ouvert selon lui par Jérôme Cahuzac. Plusieurs responsables politiques de droite comme de gauche demandent à Cahuzac ou à Mediapart d'apporter des preuves.
Le 5 décembre, Mediapart met en ligne un enregistrement, présenté comme un échange entre Jérôme Cahuzac et Hervé Dreyfus, son gestionnaire de fortune en 2000, qui corrobore les informations publiées. Sommé de publier ses autres preuves, Mediapart a refusé, en évoquant le principe de la protection des sources d'information des journalistes.
Le même jour, en réponse au député UMP Daniel Fasquelle qui l'interpelle sur le sujet, Jérôme Cahuzac affirme devant l'Assemblée nationale qu'il n'a « jamais eu de compte à l'étranger, ni maintenant, ni avant »,. Le ministre reçoit le soutien de l'Élysée, du Premier ministre Jean-Marc Ayrault et des ministres du gouvernement, et les réactions de l'opposition sont modérées. Plus tard, dans le livre Un président ne devrait pas dire ça... de Gérard Davet et Fabrice Lhomme, François Hollande affirme que Jérôme Cahuzac lui aurait également menti en privé.
Le 7 décembre, le parquet de Paris ouvre une enquête préliminaire à la suite d'une plainte pour diffamation déposée par Jérôme Cahuzac contre Mediapart.
Le 14 décembre, l'administration des impôts demande à Jérôme Cahuzac de signer un document attestant qu'il n'avait pas de compte caché en Suisse, demande à laquelle il ne donne pas suite.
Le 15 décembre, Michel Gonelle, ancien bâtonnier du barreau d'Agen et ancien maire Rassemblement pour la République (RPR) de Villeneuve-sur-Lot (Lot-et-Garonne), prend contact avec Alain Zabulon, directeur de cabinet adjoint du président de la République, qui fut sous-préfet de Villeneuve-sur-Lot entre 1997 et 1999, pour certifier l'authenticité de l'enregistrement révélé par Mediapart, qui avait été effectué accidentellement sur son répondeur en 2000, Gonelle n'ayant pas raccroché son téléphone après une conversation avec Jérôme Cahuzac. Il se dit également prêt à le fournir à la justice et à témoigner devant un juge. Alain Zabulon en informe le Président de la République. La presse qui réclame des preuves se montre à cette période circonspecte voire hostile. Des personnalités comme Jean-Michel Aphatie demandent à Mediapart de publier ses preuves,, quitte à divulguer ses sources.
En parallèle, le 21 décembre 2012, Mediapart révèle que la direction régionale des Finances publiques (DGFiP) de Paris-Sud effectue des « vérifications approfondies » sur les déclarations de l'impôt de solidarité sur la fortune de Jérôme Cahuzac pour les trois années 2010 à 2012 et « dont la sincérité pourrait être remise en cause »,, ce que dément la DGFiP alors que Mediapart maintient ses affirmations. Jérôme Cahuzac serait soupçonné d'avoir sous-évalué le montant de son appartement parisien, d'avoir déclaré un prêt parental déjà remboursé, et de ne pas avoir déclaré certains biens.
Le parquet de Paris ouvre, le 8 janvier 2013, une enquête préliminaire pour « blanchiment de fraude fiscale » et confie l'enquête à la brigade nationale de répression de la délinquance fiscale,. Plusieurs personnes susceptibles de détenir des informations seront auditionnées : l'épouse du ministre Patricia Cahuzac, le gestionnaire de fortune Hervé Dreyfus, l'ancien juge Jean-Louis Bruguière, qui a détenu une copie de l'enregistrement, l'agent du fisc Rémy Garnier, qui avait fait part à son administration, dès juin 2008, de ses soupçons sur le compte suisse de Jérôme Cahuzac et d'autres soupçons de fraude fiscale.
Le 16 janvier 2013, Michel Gonelle est auditionné pendant plusieurs heures par les policiers de la Division nationale des investigations financières et fiscales (DNIFF). Il remet une copie de l'enregistrement téléphonique.
Le 24 janvier 2013, le Procureur de la République de Paris apprend d'un premier résultat d’expertise de la police technique et scientifique (PTS) que l'enregistrement n'est pas truqué. Le même jour, en parallèle à l'enquête conduite par la justice, le ministre de l'Économie et des Finances Pierre Moscovici demande à la Suisse si Jérôme Cahuzac a détenu un compte (à l'UBS) dans ce pays : la réponse est couverte par le secret fiscal, mais, d'après Le Journal du dimanche, les autorités suisses auraient exclu que Jérôme Cahuzac ait pu avoir un compte (à l'UBS) depuis 2006, ou qu'il ait pu en fermer un d'après Le Nouvel Observateur. Cette dernière interprétation serait « inexacte » selon une source judiciaire, citée par une dépêche de l'agence Reuters, et selon Mediapart. L'interprétation qui avait été faite était celle d'un compte en Suisse, alors que la demande ne concernait qu'un compte à l'UBS sur les 377 banques en Suisse.
Le 19 mars 2013, le parquet de Paris ouvre une information judiciaire contre X pour enquêter sur des soupçons de « blanchiment de fraude fiscale » et « perception par un membre d'une profession médicale d'avantages procurés par une entreprise dont les services ou les produits sont pris en charge par la Sécurité sociale »,. Jérôme Cahuzac réaffirme son innocence, démissionne, et explique cette décision par sa volonté de se consacrer à sa défense. Il est remplacé à son poste par Bernard Cazeneuve, jusque-là ministre délégué aux Affaires européennes.
Le 2 avril 2013, après avoir été mis en examen pour « blanchiment de fraude fiscale et blanchiment de fonds provenant d'avantages procurés par une entreprise dont les services ou produits sont pris en charge par la Sécurité sociale », il annonce, sur son site internet, détenir 600 000 € sur un compte à l'étranger et demande « pardon » au président de la République et au Premier ministre, pour le « dommage causé ». Ces aveux qui font suite à la découverte par la justice suisse d'un compte lui appartenant, lui attirent de très nombreuses critiques, en particulier de François Hollande, qui parle d'« impardonnable faute morale », et de Jean-Marc Ayrault, qui l'appelle à « ne plus exercer de responsabilités politiques », alors qu'il pourrait automatiquement retrouver son mandat de député un mois après son départ du gouvernement. Il souhaite dès le 2 avril 2013 retrouver son siège de député alors que ses collègues le lui déconseillent.
Comme annoncé le 3 avril par Harlem Désir, premier secrétaire du Parti socialiste, le bureau national du Parti socialiste décide de l'exclure du parti le 9 avril 2013.
Le 16 avril 2013, interviewé par Jean-François Achilli sur la chaîne de télévision BFM TV, Jérôme Cahuzac « choisit de plates excuses à l'américaine » et annonce renoncer à son mandat de député,, la sincérité de ses réponses ne convainquant pas de nombreux médias. Cette interview enregistrée, diffusée à 18 heures sur une chaîne d'informations en continu, fait partie d'une stratégie de communication dont s'occupe sa conseillère et spin doctor Anne Hommel, ancienne de l'agence Euro RSCG, qui faisait déjà partie comme attachée de presse de la communication de Dominique Strauss-Kahn : on retrouve ainsi des éléments de langage similaires (« faute morale », « folle bêtise », « part d'ombre », « légèreté ») dans cette interview et celle de l'affaire Dominique Strauss-Kahn au journal de 20 heures de TF1.
Le 18 avril, le président de l'Assemblée nationale Claude Bartolone reçoit la lettre de démission de son mandat de député de Jérôme Cahuzac. Le 17 mai, Pierre Moscovici indique que Cahuzac a choisi de garder ses indemnités de ministre, ce qui est légal, mais contraire à ce que lui a demandé le Premier ministre.
Le 24 avril 2013, sur proposition de Jean-Louis Borloo, président du groupe UDI, l'Assemblée nationale vote à l'unanimité l'ouverture d'une commission d'enquête sur l'action du gouvernement entre le 4 décembre 2012 et le 2 avril 2013. Composée de trente députés, elle est présidée par le centriste Charles de Courson et rapportée par le socialiste Alain Claeys.

## Les éléments de l'affaire

### Le point de départ: l'enregistrement
L'enregistrement publié par Mediapart est de mauvaise qualité, et les deux personnes qui s'y expriment ne sont pas formellement identifiées avant l'expertise effectuée par la police scientifique d'Écully (Rhône) en janvier et février 2013,. Il s'agit d'un échange de propos entre Jérôme Cahuzac et son gestionnaire de fortune, Hervé Dreyfus, associé depuis 1994 au banquier français Dominique Reyl. Cahuzac y dit notamment :

« Moi, ce qui m'embête, c'est que j'ai toujours un compte ouvert à l'UBS, mais il n'y a plus rien là-bas, non ? La seule façon de le fermer, c'est d'y aller ? […] Ça me fait chier d’avoir un compte ouvert là-bas, l'UBS c'est quand même pas forcément la plus planquée des banques […]. Il faut ma signature […] C'est extrêmement chiant. Il faut y aller, moi je ne peux pas y aller, je vois pas comment faire. […] Surtout qu'il n'est pas exclu que je devienne maire au mois de mars, donc je ne tiens vraiment pas du tout à ce qu'il y ait la moindre ambiguïté. […] Surtout que d'une certaine manière, les avoirs restent à l'UBS et que d'ici on peut gérer. C'est un jeu d'écriture pur et simple,. »

Jérôme Cahuzac n'a jamais démenti formellement l'authenticité de l'enregistrement. Il déclare : « Sur les 3 minutes 40 d'enregistrement, il y a 4-5 secondes où effectivement ça peut être moi mais il se trouve que ce n'est pas moi » et « des proches ont écouté la bande et ne m'ont pas reconnu »,. Selon Mediapart, il a écrit des courriels au sujet de cet enregistrement dans lesquels il ne le conteste pas, parlant notamment de « mauvaise plaisanterie sortie de son contexte »,,.
Le 6 mars, Edwy Plenel annonce que selon les informations dont il dispose, les policiers ont confirmé que l'enregistrement n'était pas « trafiqué » et que la voix de Jérôme Cahuzac a été authentifiée. L'authentification est établie par les experts du service central de l'informatique et des traces technologiques (SCITT) grâce à une comparaison de voix automatique (utilisant le logiciel de reconnaissance vocale Batvox édité par la société espagnole Agnitio (en),) et d'une comparaison de voix phonétique.

### La rumeur d'un rôle du «lobby militaro-industriel français»
Selon le magazine suisse L'Hebdo, l'armée française et les industriels de l'armement auraient joué un rôle dans l’accélération de la procédure judiciaire lancée contre Jérôme Cahuzac. Le ministre du budget souhaitait supprimer 31 régiments dans l’armée de terre, vendre le porte-avion Charles-de-Gaulle, annuler les commandes d'hélicoptères d'attaque Tigre et de sous-marins nucléaires d'attaque Barracuda, arrêter la production des Rafales. Il souhaitait aussi renégocier les contrats d'achats en cours avec le groupe industriel Marcel Dassault. Un collectif d'officiers de la Direction centrale du Renseignement intérieur aurait donné à la justice des informations sur les comptes à l'étranger. L'Hebdo ne citant pas ses sources, cette rumeur n'est pas reprise par la plupart des médias français à l'exception de la radio d'informations France Info.
Selon Michel Gonelle, une copie de son enregistrement des propos de Jérôme Cahuzac a été communiquée au juge Bruguière le 12 novembre 2006. Ce dernier l'aurait fait circuler « parmi ses relations à la Direction centrale du Renseignement intérieur ».

### Affaire de blanchiment de fraude fiscale: le(s) compte(s) à l'étranger
D'après l'enquête de l'inspecteur du fisc Rémy Garnier, Jérôme Cahuzac aurait ouvert un compte numéroté en Suisse, entre 1988 et 1991, alors qu'il est conseiller technique au cabinet du ministre des Affaires sociales Claude Évin, au sein duquel il est chargé des relations avec la direction de la Pharmacie et du Médicament (DPHM),, ainsi que des équipements lourds.
Selon le journal Le Monde, le compte suisse (ou l'un des comptes) de Jérôme Cahuzac chez UBS est ouvert en 1992 par l'avocat Philippe Péninque, ancien membre du GUD, dont le nom apparaît déjà dans l’affaire des comptes de campagne d'Édouard Balladur, ami de la famille Cahuzac et actuellement un des proches de Marine Le Pen. En 1993, ce compte est récupéré en nom propre par Jérôme Cahuzac, et en 1998 sa gestion est confiée à la société financière Reyl et Compagnie, basée à Genève.
Ces avoirs sont déplacés par la société Reyl et compagnie après mars 2009, à la suite de la fragilisation du secret bancaire due à la convention passée entre la Suisse et la France prévoyant un échange d'informations bancaires à partir du 1er janvier 2010. Ils sont transférés vers un compte offshore à Singapour, probablement via la plateforme de booking Swiss-Asia Financial Services Limited, puis placés dans la filiale singapourienne de la banque helvétique Julius Bär, sous gestion de Reyl Singapore PTE LTD, une filiale de Reyl et compagnie,.
Dans un premier temps, questionné par Mediapart sur un éventuel déplacement à Genève, le ministre affirme qu'il n'y est pas plus allé qu'à « Turin, Milan ou New York ». Par la suite, il reconnait que ce voyage était « probable » et qu'il a dû se rendre en Suisse pour y rencontrer des informateurs secrets sur des questions de « nature fiscale », en sa qualité, à l'époque, de président de la commission des finances. Il déclare au journaliste Jean-Michel Aphatie : « Il est probable, mais je suis en train de vérifier ce qu'il en fut précisément pour la date, mais il est exact que je recevais des informations, d'ailleurs de nature fiscale, de la part d'informateurs qui me paraissaient plus ou moins sérieux. Et qu'il est probable que j'ai effectué un déplacement à cette occasion, là ou ailleurs, pour voir ce qu'il en était de ces accusations qui pouvaient être formées par certains qui, peut-être, ne souhaitaient rentrer sur le territoire français ».
Tandis que Jérôme Cahuzac affirme, lors de ses aveux, le 2 avril 2013, que son compte à Singapour est approvisionné de 600 000 €, Le Canard enchaîné indique, dans son édition du 3 avril, qu'il aurait recelé deux comptes en Suisse. Ces comptes auraient été alimentés par des commissions versées par l'industrie pharmaceutique, ainsi que par des recettes non déclarées de son cabinet d'implants capillaires. D'après les spécialistes des affaires fiscales, il faut au minimum dix millions d'euros pour ouvrir ce type de compte. Selon le journaliste Antoine Peillon, spécialisé dans les questions d'évasion fiscale, évoquant plusieurs sources concordantes, le compte de Singapour serait en fait approvisionné à hauteur de seize millions d'euros,.
Le 7 avril 2013, la Radio télévision suisse (RTS) annonce que Jérôme Cahuzac avait cherché à placer 15 millions d'euros en Suisse. La chaîne indique, en se basant sur des informations bancaires, que Jérôme Cahuzac aurait tenté de placer cet argent dans un établissement de gestion financière à Genève, mais l'établissement aurait refusé par crainte de complications ultérieures du fait de ses fonctions politiques. Pour parvenir à ses fins, l'ex-ministre du Budget français aurait alors produit à la banque Julius Bär un certificat fiscal falsifié « prétendant que l'argent avait été déclaré auprès du fisc français ».
Jérome Cahuzac savait également que sa femme, Patricia Ménard, avait ouvert dès 1997 un compte dans le paradis fiscal de l’île de Man. Cependant, de nombreuses sources, journaux et livres tendent à démontrer que l'épouse de l'ex-ministre était vraisemblablement à l'origine d'un cambriolage de son mari (le couple était alors séparé, en instance de divorce)en plus de sa dénonciation à Mediapart, également à l'initiative d'une enquête privée sur ses fréquentations (plan vie privée et affective), cette dernière ayant conduit l'enquêteur, auditionné à huis clos par l'assemblée par la suite, à révéler qu'un de ses confrères détectives, en Suisse, suivait un dossier ciblant le même Ministre, sur le plan financier, impliquant une organisation "aux moyens conséquents" souhaitant vraisemblablement l'empêcher de devenir ministre.

### Affaire de blanchiment de fonds provenant d'entreprises dont les services ou produits sont pris en charge par la Sécurité sociale

#### Corruption au sein du cabinet ministériel de Claude Évin (1988-1991)
Au ministère de la Santé, Jérôme Cahuzac cumulait les responsabilités du médicament et des équipements lourds. Selon Mediapart, l’attribution de scanners et d’appareils à imagerie par résonance magnétique (IRM) à des établissements de santé était conditionnée par le versement de pots-de-vin à Jérôme Cahuzac par les fabricants de ces appareils. Mediapart évoque des extorsions demandées à la société israélienne Elscint France (en). Les pots-de-vin à verser étaient de l’ordre de 200 000 francs (44 600 € constants de 2012) pour un scanner, de 500 000 francs (111 500 €) pour une IRM.

#### «Cahuzac conseil»
Le second gouvernement de Michel Rocard chute en 1991. Mais les liens tissés entre le cabinet du ministre de la Santé et l'industrie pharmaceutique ne s'interrompent pas. C'est ainsi qu'en 1993, selon Mediapart, la campagne législative de Claude Évin est financée par les laboratoires Pierre Fabre et par le Syndicat national de l'industrie pharmaceutique (SNIP), devenu en 2002 Les Entreprises du médicament.

##### Consultant de Daniel Vial
En septembre 1991, quelques mois après la fin de ses fonctions au ministère où il était responsable des médicaments et des rapports du ministère avec l’industrie médicale, Jérôme Cahuzac est devenu l'un des consultants de Daniel Vial.
Lobbyiste reconnu des laboratoires, ancien journaliste au Quotidien du médecin de Philippe Tesson, Daniel Vial est aujourd'hui conseiller spécial du patron de Sanofi, Christopher Viehbacher et parfois cité dans l'affaire du Mediator. Christopher Viehbacher dirige depuis 1995 la filiale française de GlaxoSmithKline (GSK) quand ils créent ensemble en 1998 la Fondation GlaxoSmithKline, d'abord présidée par Michèle Barzach et dont Claude Evin est l'un des administrateurs. Daniel Vial dirige à l'époque le groupe PR (créé en 1985, comprenant PR Édition et PR International) qui conseille notamment les laboratoires Innothéra, Bayer, UPSA, Synthélabo, Pasteur Mérieux, GlaxoSmithKline, Bristol-Myers Squibb. Le groupe PR s'appuie sur l'« Université d’été de Lourmarin » (ou Rencontres de Lourmarin), et la revue Pharmaceutiques, cofinancée par le syndicat professionnel Les Entreprises du médicament et dont Vial est le directeur de publication,. Le Groupe PR est leader de la communication médicale en France quand il est vendu par Daniel Vial en 2004.

##### Le Tot’hema
Le lobbyisme pharmaceutique consiste notamment à chercher à peser sur les trois étapes du parcours réglementaire d'une mise sur le marché d'un médicament : l’autorisation de mise sur le marché (AMM), la fixation du prix et la fixation du taux de remboursement par la Sécurité sociale. Les commissions de décisions sont intégrées au ministère de la Santé. Une Agence du médicament est créée en 1993, mais ne décide pas du prix du médicament.
Selon Mediapart, l'un des principaux clients de Jérôme Cahuzac, par l'intermédiaire de Daniel Vial, est Arnaud Gobet, patron du laboratoire Innothera, classé parmi les 400 plus grosses fortunes de France. Ce laboratoire est en pleine expansion et double son chiffre d'affaires entre 1987 et 1992.
En février 1991, le cabinet de Claude Evin déclenche un effet d'aubaine sur son élixir aux vertus aphrodisiaques Tot’hema, en déremboursant la plupart des produits concurrents (141 médicaments antiasthéniques) et en conservant pour un an un remboursement à 70% sur ce produit, dont les ventes et le chiffre d'affaires explosent alors. Selon Mediapart, le rôle de Jérôme Cahuzac était de faire repousser la date de déremboursement de cette potion. Cahuzac signe ainsi un contrat annuel avec le laboratoire Innothéra en septembre 1991, quatre mois après son départ du ministère, contre une rémunération de 300 000 francs (45 800 € courants). En 1992, un arrêté prolonge d'un an le remboursement du Tot'hema, puis un autre en 1993, signé par les ministres Bernard Kouchner et René Teulade.
Ce médicament est finalement radié deux ans et demi après la date prévue, par un arrêté pris en juillet 1994 spécifiant « que la spécialité Tot’hema a fait l’objet à partir de 1991… d’une hausse de consommation considérable des quantités auparavant commercialisées… entraînant des dépenses injustifiées pour les systèmes de protection sociale ».
Grisée par le succès du produit-phare de l'entreprise, Innothera ouvre une filiale en 1992, Kokentek , dont le rôle est d'entretenir et d'enrichir la collection de yachts d'Arnaud Gobet. En 1993, Gobet fait restaurer entièrement le yacht le Thendara (37 mètres de long) , qu'il prête à Jérôme Cahuzac pour ses vacances. Daniel Vial fait du reste partie des clients de Kokentek via PR International, présenté alors comme l'agence de relations publiques d'Innothera.
La justice et le fisc enquêtent sur le montage financier de cette société. Le fisc recommande que « les bateaux soient le plus possible utilisés par une clientèle distincte de [la] famille ». L'utilisation par la famille doit « donner lieu à tout le formalisme habituel (contrat de location, facturation) et être consentie aux mêmes conditions financières que l'ensemble de votre clientèle ». Le dossier est confié à la DVNI (Direction des Vérifications nationales et internationales).
Les enquêteurs découvrent enfin qu'Innothera a exporté illégalement en 1992 et en 1993 des boîtes de Tot’hema dont la formule avait été interdite au moment de la crise de la vache folle, notamment en versant des pots-de-vin au directeur de la pharmacie et du médicament du Sénégal.

##### La société «Cahuzac conseil»
Jérôme Cahuzac crée le 11 octobre 1993 la société « Cahuzac conseil » qui consiste en « conseil en entreprise », et « exploitation de brevets ». Il s'agit de lobbying des laboratoires pharmaceutiques auprès des pouvoirs publics.
Il est établi que « Cahuzac conseil » travaille pour le compte du laboratoire Pfizer dans les années 1993-1995.
Cette activité, qui n'est pas mentionnée dans la déclaration d'intérêts du ministre faite en 2012, est très lucrative. Dès la première année, en 1993-1994, le cabinet affiche près de 2 millions de francs de chiffre d'affaires déclaré (386 000 € courants) puis 1,6 million de francs (317 000 €) en 1994-1995. L'activité se réduit pendant le mandat de Jérôme Cahuzac à l'Assemblée nationale, à partir de 1997, mais ne s'interrompt pas, puisque des prestations sont encore facturées en 1999 et en 2002. À ce jour, la société n'est pas dissoute.

#### L'enquête judiciaire
L'enquête judiciaire est conduite par les juges Roger Le Loire et Renaud Van Ruymbeke.
Selon le communiqué du procureur de Paris publié mardi 19 mars 2013, un témoin a indiqué aux enquêteurs qu’il lui avait été rapporté que les sommes versées sur le compte en Suisse proviendraient de laboratoires pharmaceutiques.
Le domicile et le bureau du lobbyiste Daniel Vial sont perquisitionnés le 17 avril 2013,. La même semaine, Pfizer fait également l'objet d'une perquisition.
Quelques jours plus tard, la mission de Daniel Vial à Sanofi auprès de Christopher Viehbacher est suspendue.
Le 5 juin 2013, une perquisition est effectuée à Neuilly-sur-Seine, au siège du laboratoire pharmaceutique Lilly France (qui commercialise notamment le médicament Prozac). L'institut Lilly avait financé en 1999 l’opération Villeneuve Santé, organisée par PR International sous la présidence de Claude Évin. Cette opération avait été considérée par les adversaires politiques locaux de Cahuzac comme une "grossière" opération de promotion en vue des élections municipales à Villeneuve-sur-Lot. Elle avait été lancée en présence du secrétaire d’État à la santé Dominique Gillot, de Daniel Vial ainsi que d’Alain Zabulon, alors sous-préfet de Villeneuve, aujourd'hui conseiller de François Hollande, par ailleurs cité dans l'affaire Cahuzac. Cette même année, Jérôme Cahuzac était le rapporteur à l’Assemblée nationale du projet de loi de financement de la Sécurité sociale.
Le 11 septembre 2013, il est de nouveau mis en examen, cette fois-ci pour « déclaration incomplète ou mensongère de son patrimoine par un membre du gouvernement », en raison de l'absence de la mention de son compte bancaire à l'étranger dans sa déclaration d'intérêt signée en mai 2012, après sa nomination en tant que ministre délégué au Budget.
Le 5 janvier 2015, le parquet national financier requiert le renvoi en correctionnelle, notamment pour fraude fiscale, de l'ex-ministre du Budget dans l'affaire de son compte caché à l'étranger.
Le 19 juin 2015, Jérôme Cahuzac est renvoyé devant le tribunal correctionnel de Paris pour fraude fiscale et blanchiment de fraude fiscale. Il est également jugé pour avoir menti dans sa déclaration de patrimoine établie lors de son entrée au gouvernement, puisqu'il s'est évidemment abstenu à l'époque d'indiquer l'existence de son compte caché.
Le procès du 8 février 2016 est reporté en septembre car la défense de Jérôme Cahuzac soulève une question prioritaire de constitutionnalité portant sur le cumul des poursuites – administrative et pénale – en matière d’évasion fiscale, contraire au principe non bis in idem : on ne peut pas condamner deux fois pour les mêmes faits.
Le 5 septembre 2016, lors de l'ouverture de son procès, Jérôme Cahuzac affirme que le premier compte en Suisse avait été ouvert en 1992 en vue du « financement d'activités politiques » au profit de l'ex-Premier ministre PS Michel Rocard, hypothèse déjà évoquée par Jean-Luc Barré. Selon Jérôme Cahuzac, Rocard ignorait ce financement occulte.

### Condamnation
Le 8 décembre 2016, Jérôme Cahuzac est condamné à trois ans de prison ferme et cinq ans d'inéligibilité pour fraude fiscale et blanchiment ; il annonce faire appel du jugement, ce qui en suspend l'exécution. Son ex-femme est condamnée à deux ans de prison ferme. Lors de son procès en appel qui s'ouvre le 12 février 2018, Jérôme Cahuzac est défendu par Éric Dupond-Moretti. Le 15 mai 2018, il est condamné à deux ans de prison ferme alourdies de deux ans avec sursis, 300 000 € d'amende et cinq ans d'inéligibilité. Un aménagement de peine lui permet d'éviter la prison,, et il porte un bracelet électronique d'avril 2019 à septembre 2020, dans sa résidence principale en Corse-du-Sud,.

## Conséquences politiques

### Refus pendant de longues semaines de Cahuzac de démissionner
Le refus pendant de longues semaines de Jérôme Cahuzac de démissionner suscite un débat sur les rôles du journalisme d'investigation, mais aussi sur les réticences de la classe politique, en particulier celle associée au pouvoir exécutif, à prendre en compte les révélations de la presse,, avec de longs débats sur leurs sources d'information et le refus pendant de longues semaines de Cahuzac de démissionner, jugée emblématique d'une conception de la politique spécifique à la France.
L'« affaire Cahuzac » relance en particulier le débat autour des méthodes d'enquêtes de la presse qui furent « tour à tour décriées puis encensées », suggérant que « journalisme d'investigation » n'est pas inhérent la culture médiatique française.

### Mise en cause de la classe politique et affaiblissement du pouvoir exécutif
Cette affaire provoque une onde de choc dans l'opinion publique française, sapant la confiance des citoyens envers les politiciens et alimentant le débat sur l'éthique dans la vie politique. Elle met également en évidence les failles du système de contrôle fiscal en France, conduisant à des réformes pour renforcer la lutte contre la fraude fiscale.
Certains médias estiment que cette affaire pourrait affaiblir le gouvernement Jean-Marc Ayrault et le président de la République François Hollande, dans l'hypothèse où ils auraient eu connaissance d'un ou plusieurs comptes à l'étranger de Jérôme Cahuzac,. Jean-François Copé, président de l'UMP, déclare pour sa part que dans cette affaire, le président a soit fait preuve de « candeur », soit « menti ».
Mediapart soutient que le ministère de l'Intérieur a remis à l'Élysée une note de trois pages authentifiant l'enregistrement mettant en cause Cahuzac. Le journal en ligne affirme également que le ministre de l'Économie et des Finances, Pierre Moscovici, a instrumentalisé, fin janvier 2013, l'administration fiscale pour protéger Jérôme Cahuzac ; le ministre des Finances réfute ces accusations.
Dans les jours qui suivent les aveux de Jérôme Cahuzac, le journal Le Figaro se fait l'écho d'investissements réalisés par Jean-Jacques Augier, trésorier de campagne de François Hollande, dans deux sociétés offshore basées dans les îles Caïmans, connues pour être un paradis fiscal. L'affaire Cahuzac conduit à une série d'interrogations sur la probité des personnalités politiques, et la possibilité que d'autres politiques aient des comptes à l'étranger est évoquée.
 Libération relaye une rumeur selon laquelle le ministre des Affaires étrangères, Laurent Fabius, détient un compte en Suisse, ce que celui-ci dément formellement. Le 11 avril, Nicolas Demorand, directeur de Libération, présente ses « excuses » dans l'édition du jour aux lecteurs du quotidien qui ont été « choqués » par la une du 8 avril où le quotidien avait relayé, sans preuve, la rumeur sur l'existence de ce compte.

### Annonce de réformes par le pouvoir exécutif

#### Mesures annoncées au Conseil des ministres du 10 avril 2013
Le 10 avril, à l'issue du Conseil des ministres, François Hollande annonce les mesures suivantes :

« Transparence de la vie publique
- Création d'une Haute Autorité pour la transparence de la vie publique (HATVP) — composée de six membres issus de la Cour de cassation, du Conseil d'État et de la Cour des comptes et présidée par une personnalité nommée en Conseil des ministres.

- Les membres du gouvernement, les parlementaires nationaux et européens, les membres du Conseil constitutionnel, les principaux responsables des exécutifs locaux, les membres des autorités administratives indépendantes, les collaborateurs des cabinets ministériels et du président de la République, les titulaires d'emploi à la décision du gouvernement nommés en Conseil des ministres et les responsables des principales entreprises publiques devront transmettre à la nouvelle Haute autorité une déclaration de patrimoine, une déclaration d'intérêts ainsi qu'une déclaration sur l'honneur de l'exhaustivité et de la véracité des informations transmises.

- Les déclarations de patrimoine et d'intérêts des membres du gouvernement, des parlementaires et des principaux responsables d'exécutifs locaux seront rendues publiques.

- Interdiction de cumuler un mandat de parlementaire avec l'exercice de certaines activités professionnelles, pour éviter les conflits d'intérêts.

- Les parlementaires issus de la fonction publique seront placés en disponibilité et non plus en détachement, pendant la durée de leur mandat.

- Interdiction de cumuler les fonctions de collaborateur parlementaire avec toute activité professionnelle rémunérée de lobbying ou de conseil.

- Encadrer davantage les activités des groupes d'intérêts et leur publicité.

- Le droit à indemnité des anciens ministres sera supprimé

Lutte contre la grande délinquance économique et financière et les paradis fiscaux
- Renforcement des moyens de la justice, de la police et de l'administration fiscale pour lutter contre les fraudes fiscales « les plus complexes » et les réseaux de blanchiment : avec 50 enquêteurs de police judiciaire, 50 magistrats et 50 agents des impôts supplémentaires.

- Création d'un parquet sur les affaires de grande corruption et de grande fraude fiscale (PNF) — dotée d'une compétence nationale.

- Création d'un office central de lutte contre la fraude et la corruption (OCLCIFF) — au sein de la direction centrale de la Police judiciaire.

- Renforcement des sanctions pénales pour les fraudes fiscales les plus lourdes : une inéligibilité de 10 ans ou définitive avec possibilité de relèvement pourra être prononcée pour les élus condamnés pour fraude fiscale ou corruption.

- Modification des règles de prescription en matière pénale pour les infractions les plus graves.

- Les banques françaises devront rendre publique chaque année la liste de toutes leurs filiales à l'étranger, la nature de leurs activités fournir des informations chiffrées (chiffre d'affaires, effectifs, résultats, impôt payé, aides publiques reçues).

- Étendre l'obligation de transparence à l'ensemble des entreprises.

- Meilleure révision tous les ans de la liste des paradis fiscaux.

- Faire adopter au niveau européen des règles communes d'échange automatique d'informations fiscales. »

#### Conseil supérieur de la magistrature
À la suite de cette affaire, François Hollande fait une allocution télévisée le 3 avril 2013. Après avoir parlé d'« outrage fait à la République », il annonce une réforme du Conseil supérieur de la magistrature et promet l'interdiction de tout mandat public pour les élus condamnés pénalement pour fraude fiscale ou corruption.

#### Déclarations de patrimoine des élus et membres du gouvernement
Le gouvernement annonce que les déclarations de patrimoine de tous ses membres seront publiées d'ici au 15 avril et qu'un projet de loi sur la moralisation de la vie politique sera présenté le 24 avril en Conseil des ministres puis soumis au Parlement selon un calendrier permettant son adoption avant l'été.
L'opposition réagit en ordre dispersé : François Fillon, Laurent Wauquiez ont publié leur patrimoine dans les médias. Jean-François Copé évoque un « numéro de voyeurisme, d'hypocrisie » sur France 2 et déclare qu’il ne dévoilera son patrimoine que si la loi en fait une obligation. Christian Jacob quant à lui parle d'« écrans de fumée et de démagogie ».
Le 24 avril 2013, le gouvernement présente en Conseil des ministres les nouvelles « mesures de moralisation de la vie politique ». Y figurent, notamment, la publication exhaustive du patrimoine détenu par chaque élu. Cette perspective, loin de faire l'unanimité, se heurte à l'opposition de plusieurs parlementaires, indépendamment de leurs affiliations politiques.

### Avis des associations luttant contre la corruption

#### Transparency International
Daniel Lebègue, ancien directeur du Trésor public et président de la section française de Transparency International, une organisation non gouvernementale internationale déclare qu'obliger les élus et les membres du gouvernement à déclarer leurs patrimoines et leurs revenus permettra à la France de rattraper son retard en matière de transparence démocratique.

#### Anticor
À l'occasion des élections législatives de 2012, Anticor, association française de lutte contre la corruption et réhabilitation de la politique, représentée dans le Lot-et-Garonne par Patrick Beauvillard, par ailleurs conseiller régional MoDem, a tenté de faire signer sa charte d’éthique aux candidats de Villeneuve-sur-Lot. Jérôme Cahuzac ne semblait pas très intéressé par les propositions de l’association. Remettant en cause la pertinence de cette charte, il proposait, concernant les délits financiers, d’aller même encore plus loin, jusqu’à l’« inéligibilité à vie ».

### Propositions de lois pour sanctionner en France le parjure
La loi française ne sanctionne pas le mensonge d'un élu politique ou membre du gouvernement devant l'Assemblée nationale. À la suite de l'affaire Cahuzac, deux propositions de loi ont été déposées par des députés de l'UMP, l'une visant à créer la notion légale de parjure, qui permettrait de sanctionner de 75 000 € d'amende et de cinq ans de prison un élu qui mentirait devant le Parlement à propos d'une affaire fiscale ou pénale le concernant ; l'autre visant à rendre inéligible à vie quiconque mentirait devant la représentation nationale.

### Opinion publique
Le 3 avril, un sondage Harris Interactive indique que 86 % des Français considèrent que l'affaire Cahuzac est grave.
Les 4 et 5 avril, un sondage réalisé par OpinionWay pour LCI et Le Figaro indique que 77 % des Français (+ 8 points par rapport à octobre 2011) trouvent les élus et les dirigeants politiques « plutôt corrompus ».

## Autres réactions

### Franc-maçonnerie
L'ancien ministre du Budget est membre du Grand Orient de France (GODF), principale obédience maçonnique en France, depuis 1996,. À la suite de sa mise en examen, le Conseil de l'ordre du Grand Orient de France réclame la suspension de Jérôme Cahuzac,. José Gulino, grand maître du Grand Orient de France précise qu'en dépit de ses aveux, il ne sera pas exclu avant une condamnation définitive en justice.

### Conseil de l'Ordre des médecins
Le Conseil national de l'Ordre des médecins (CNOM) a souhaité entendre Jérôme Cahuzac sur des questions de déontologie. Jérôme Cahuzac pourrait être radié de l'Ordre des médecins. Le Conseil a annoncé qu'il engagera une procédure à son encontre si le caractère illégitime de ses fonds est vérifié. Le président Michel Legmann, précise qu'il compte toutefois s'entretenir avec la présidente de Conseil départemental de l'Ordre des médecins de Paris, dont dépend la clinique privée de l'ancien ministre, chirurgien reconverti dans les implants capillaires, qui est toujours inscrit comme médecin généraliste sur le site de l'Assurance maladie.
Le Conseil départemental de l'ordre des médecins de Paris annonce qu'il a fait connaître à Jérome Cahuzac, par lettre recommandée datée du 5 avril 2013, qu'il souhaitait l'entendre sur ses relations avec les laboratoires pharmaceutiques, entre autres. En questionnement, l’éventuel non-respect de la loi anti-cadeaux dans les relations médecins - industrie pharmaceutique ainsi que les accusations selon lesquelles il aurait perçu des paiements en argent liquide pour des activités non déclarées de greffe de cheveux. Après l'avoir entendu le 25 juin, le conseil départemental de l’Ordre des médecins de la ville de Paris porte plainte devant les instances professionnelles contre le docteur Cahuzac. En janvier 2014, le Conseil départemental de l'Ordre lui inflige une sanction de six mois d'interdiction de son métier de chirurgien, dont trois avec sursis.